# Moulin à vent de Saint-Lazare
Le moulin à vent de Saint-Lazare est un moulin situé dans la commune de Lamballe, en France.

## Localisation
Le moulin est situé sur la commune de Lamballe, dans le département français des Côtes-d'Armor.

## Historique
L'édifice date de plus de deux cents ans. Il est inscrit au titre des monuments historiques en 1977.